# 한족 민계
한족 민계(漢族民系)는 중국의 민족집단인 한족을 언어, 문화, 민속, 유전, 지역적 특징을 기반으로 세부적으로 분류한 하위 집단이다. 중국 대륙에서는 민계(民系), 대만에서는 족군(族群)이라는 표현을 많이 사용한다. 이러한 민계 집단은 중화인민공화국에서 공인 소수민족으로 인정되어 있지 않으며, 한편 대만에서는 객가인, 민남인, 외성인이라는 3개의 집단 구분이 인정되고 있다.

## 목록
한족 민계는 주로 사용하는 중국어 방언에 따라 분류된다.
- 관화: 북방민계(北方民系)
- 월어: 광부인(廣府人)
- 객가어: 객가인(客家人)
- 민어: 민인(閩民系): 복주인, 흥화인, 민남인, 조주인, 해남인 등으로 세분됨
- 상어: 호상인(湖湘民系)
- 감어: 강우인(江右民系)
- 오어: 오월인(吳越民系)

## 같이 보기
- 한족
- 화교
- 중국의 민족